# Jaworów (rejon kosowski)
Jaworów (ukr. Яворів) – wieś na Ukrainie, w obwodzie iwanofrankiwskim, w rejonie kosowskim.